# Rubane
Rubane ist eine Insel der Bissagos-Inseln in Guinea-Bissau. Sie zählt 165 Einwohner. Sie ist Teil des Bubaque-Sektors in der Bolama-Region. Die Insel liegt nördlich von Bubaque und Canhabaque und östlich von Soga. Die Insel ist sehr flach, der höchste Punkt liegt gerade einmal 41 Meter über dem Meeresspiegel. Rubane erstreckt sich 8,3 Kilometer in Nord-Süd-Richtung und 6,3 Kilometer in Ost-West-Richtung. 
Auf der Insel herrscht ein tropisches Klima. Die durchschnittliche Jahrestemperatur beträgt 22 °C. Der wärmste Monat ist November, in dem die Durchschnittstemperatur 24 °C beträgt, und der kälteste ist der Juli mit einer Durchschnittstemperatur von 20 °C. Die durchschnittliche jährliche Niederschlagsmenge beträgt 2,35 Millimeter. Der regenreichste Monat ist der August mit durchschnittlich 744 mm Niederschlag, der trockenste ist der Dezember mit 1 mm Niederschlag.